# Centar za kulturu Smederevo
44° 47′ 4.2″ N 20° 29′ 25.8″ E / 44.784500° С; 20.490500° И
Centar za kulturu Smederevo (skraćeno CzKS; ranije Dom kulture Smederevo, skraćeno DKS) je kulturni centar u Smederevu koji se bavi prikazivanjem filmova, organizovanjem pozorišnih predstava, koncerata, predavanja, književnih večeri, tribina, izložbi, seminara, kurseva, simpozijuma, modnih revija, festivala, manifestacija i drugo. Osnovan je 1982. kao Dom kulture, na osnovu akta koji je doneo SIZ za kulturu Skupštine opštine Smederevo. Od aprila 2001. ime mu je promenjeno u Centar za kulturu.

## Spoljašnje veze
- Zvanični sajt Архивирано на веб-сајту  (8. јун 2013) www.sdkultura.rs
- Centar za kulturu Smederevo – lokacija i informacije www.planplus.rs
- Centar za kulturu Smederevo www.smederevowelcome.com (језик: енглески)